# Wordshaker

Wordshaker est le deuxième album du groupe britannique The Saturdays, prévu pour le 12 octobre 2009 sous le label Fascination. Le premier single "Forever Is Over" sort le 5 octobre 2009.

## Tracklisting
La liste de l'album a été révélé le 28 août 2009 par une source du label Fascination.
1. Forever Is Over
2. Here Standing
3. Ego
4. No One
5. One Shot
6. Wordshaker
7. Denial
8. Open Up
9. Lose Control
10. Not Good Enough
11. Deeper
12. 2am
13. Make Out (Bonus Track)